# Bosbranden in Griekenland 2007

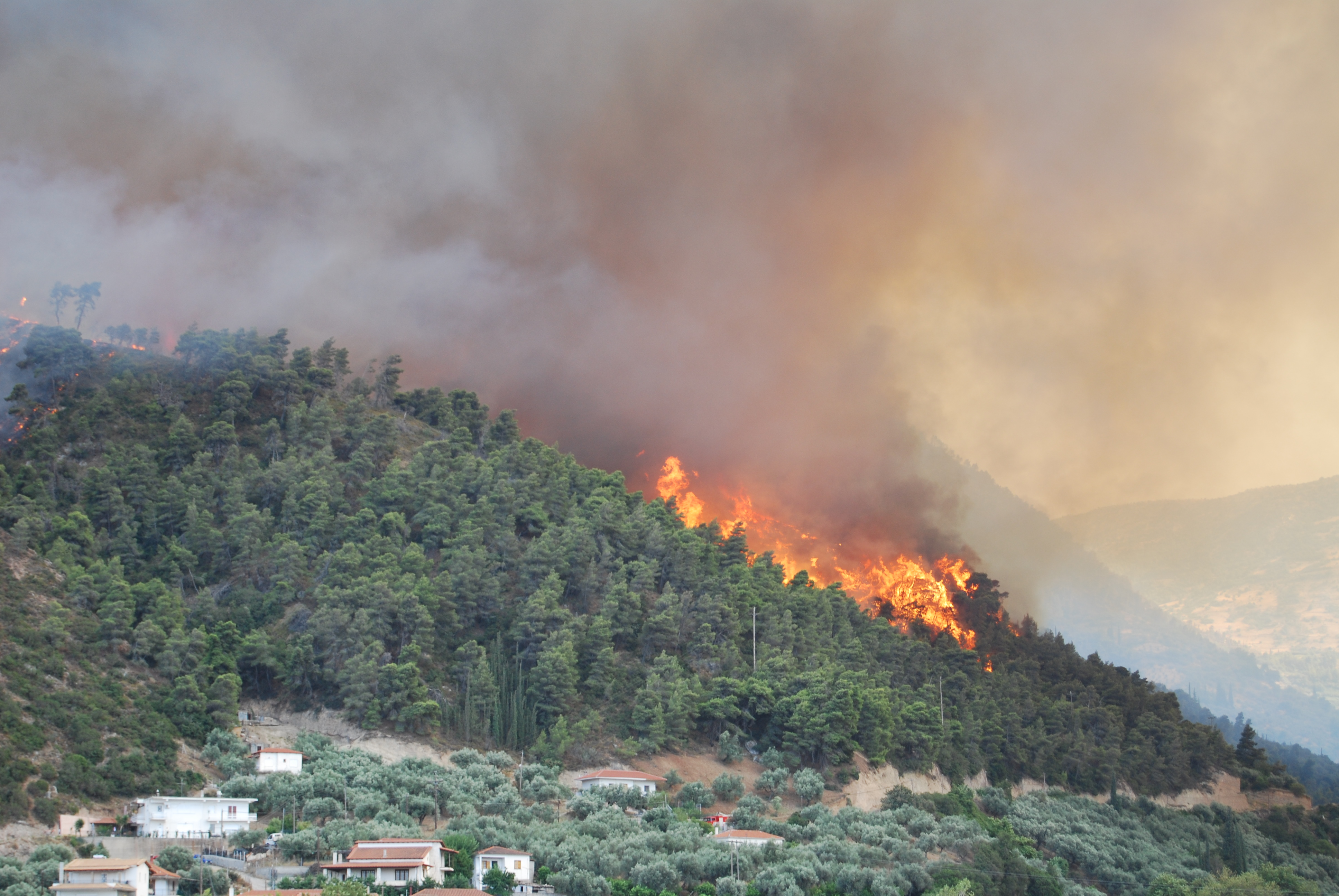
Bosbrand op 18 juni

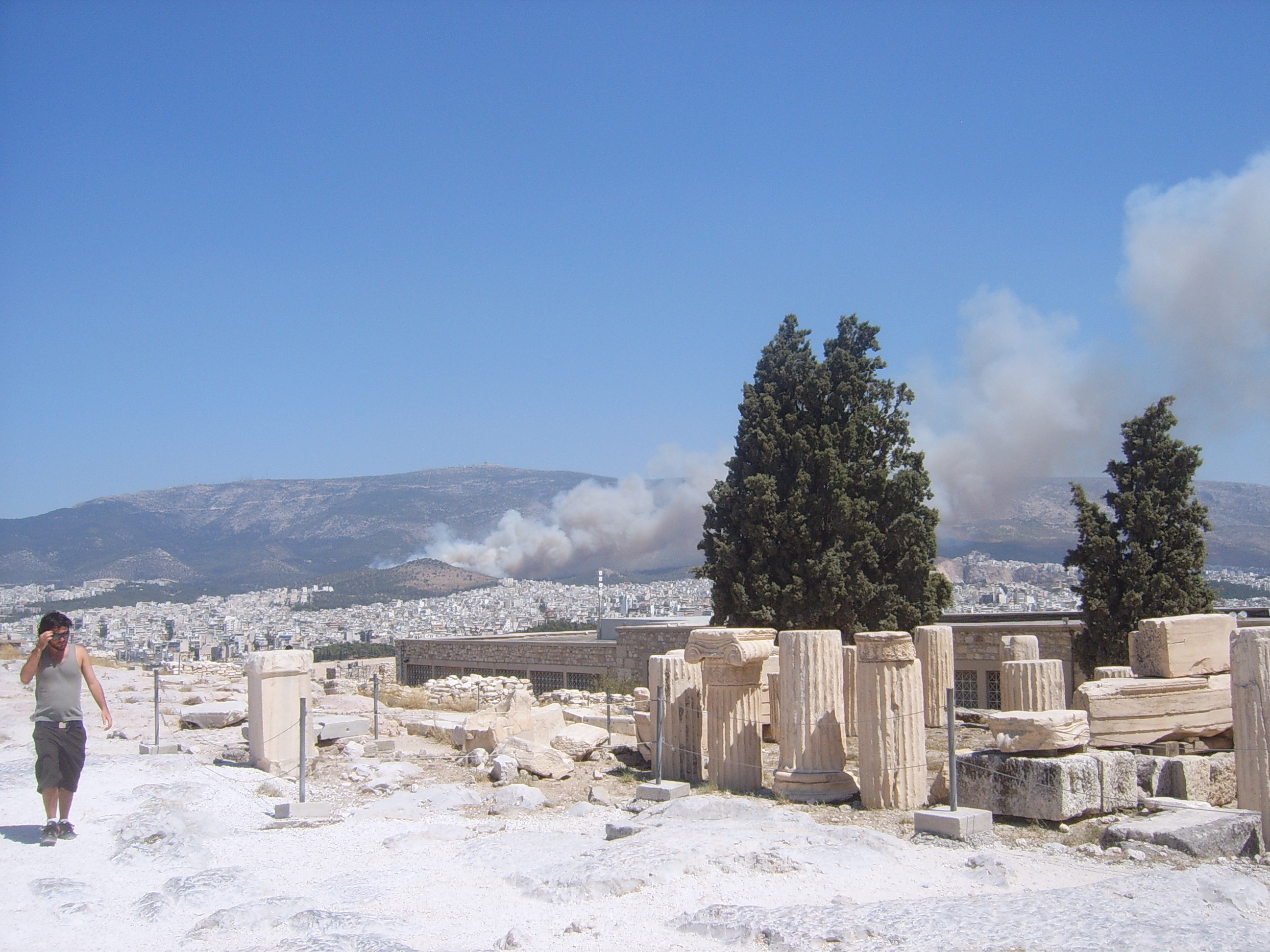
Brand in de buurt van de Akropolis van Athene, 16 juli 2007

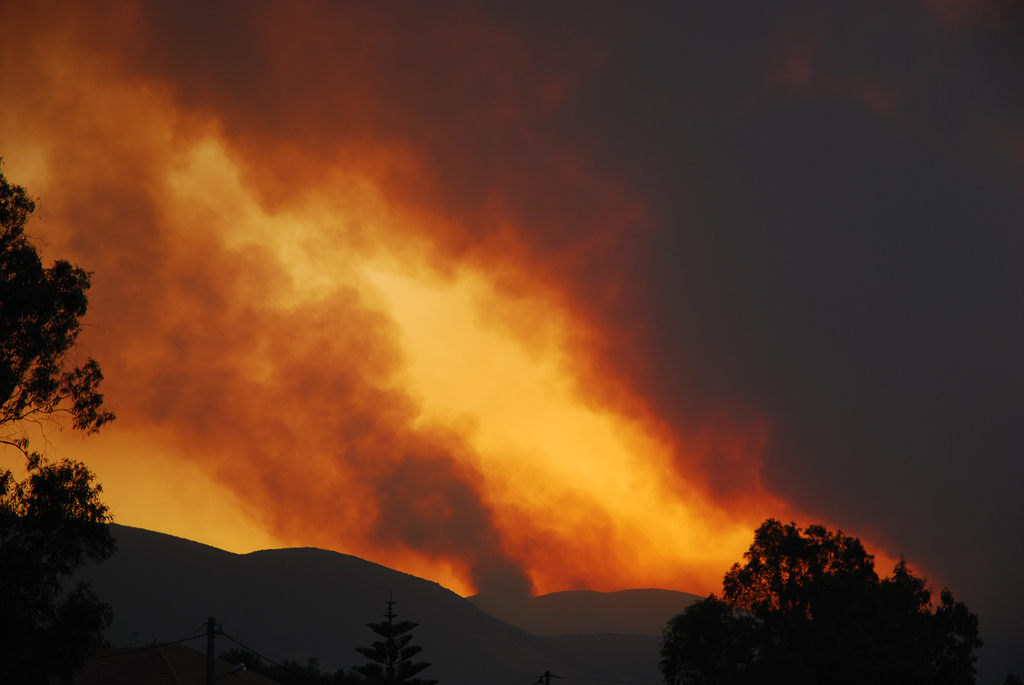
Branden op 25 juli

De bosbranden in Griekenland die in de zomer van 2007 in met name de Peloponnesos uitbraken, waren de ergste bosbranden die Griekenland in decennia teisterden. Er waren vermoedens dat een groot deel van de brandhaarden was aangestoken. Er vielen zo'n 68 dodelijke slachtoffers, waaronder toeristen uit het buitenland.

## Noodtoestand
Op 25 augustus riep minister-president Kostas Karamanlis de noodtoestand uit als gevolg van de vele bosbranden die er op dat moment woedden. Vanwege temperaturen die opliepen tot 41 graden was het zeer droog in Griekenland en konden de bossen gemakkelijk in brand geraken. De stevige wind zorgde ervoor dat de branden zich snel verspreidden. Afschuwelijke taferelen deden zich voor waarbij mensen levend verbrandden omdat ze door het vuur waren ingesloten of op de vlucht door het vuur werden ingehaald. Diverse dorpen leken geheel door het vuur te zijn omringd en daardoor alleen nog via de lucht te kunnen worden geëvacueerd.

## Gevolgen
Sinds juni 2007 waren er meer dan drieduizend bosbranden geteld. Vielen er in juni en juli nog maar negen slachtoffers, in augustus liep het dodental vanwege de grote toename van het aantal vuurhaarden sterk op. In de periode 24 tot 26 augustus ging volgens het Europees Bosbrand Informatie Systeem (EFFIS) van de Europese Commissie circa 184.000 hectare bos door vuur verloren. In totaal was hiermee tot dat moment al zo'n 269.000 hectare bos in de as gelegd. De schade raamde men op drie tot vijf miljard euro.
Griekenland beschikt bij elkaar over ongeveer drie à vier miljoen hectare bos. De Griekse bossen kennen een grote diversiteit aan boomsoorten wat te danken is aan het feit dat ze al heel oud zijn (ze gaan terug tot de oudheid). Vanwege een veranderende levensstijl maakt men geen gebruik meer van kreupelhout zodat het blijft liggen en worden er weinig paden meer aangelegd. Hierdoor kunnen de bossen gemakkelijker vlam vatten.
Griekenland kent geen officieel bosregistratiesysteem. Men is daarom bang dat bosbranden ook opzettelijk zijn aangestoken om de grond later te gebruiken voor huizen- en hotelbouw. Op bosgrond mag men in Griekenland namelijk niet bouwen.
Vanaf dat de zomer was begonnen, waren reeds 33 personen in staat van beschuldiging gesteld. Bij 18 van hen ging het om nalatigheid maar bij 15 om opzettelijke brandstichting. De Griekse overheid onderzocht of de brandstichters onder de anti-terrorismewetgeving konden worden berecht of anderszins als moordenaars konden worden aangemerkt. Voorheen kwamen brandstichters er meestal zonder of met een lichte straf vanaf.
Griekenland vroeg andere landen om hulp bij de bestrijding van de branden. De bevolking was boos op de regering; zij was van mening dat er te weinig aan de bestrijding werd gedaan en dat er onvoldoende voorzorgsmaatregelen waren getroffen.
De bosbranden leken ook de verkiezingsstrijd in brand te hebben gestoken. Zittend premier Kostas Karamanlis van het rechtse Nea Dimokratia had voor 16 september 2007 vervroegde parlementsverkiezingen uitgeschreven en kon in eerste instantie op een ruime voorsprong in de peilingen rekenen. De zeer penibele situatie die door de bosbranden was ontstaan met het gegeven dat de brandbestrijding te wensen overliet, speelde de linkse oppositie onder leiding van Giorgos Papandreou van PASOK in de kaart zodat de voorsprong van Karamanlis nagenoeg verdampte. Het probleem van een tekortschietende brandbestrijding speelt echter al decennialang, zo is de enige vorm van bosregistratie waarover de Griekse overheid kan beschikken, een set luchtfoto's uit de Tweede Wereldoorlog die destijds door de Duitse Luftwaffe zijn geschoten.
Op 6 september werden nog een drietal uitbraken gebeld, waarvan twee op de Peloponnesos.

## Satellietbeelden

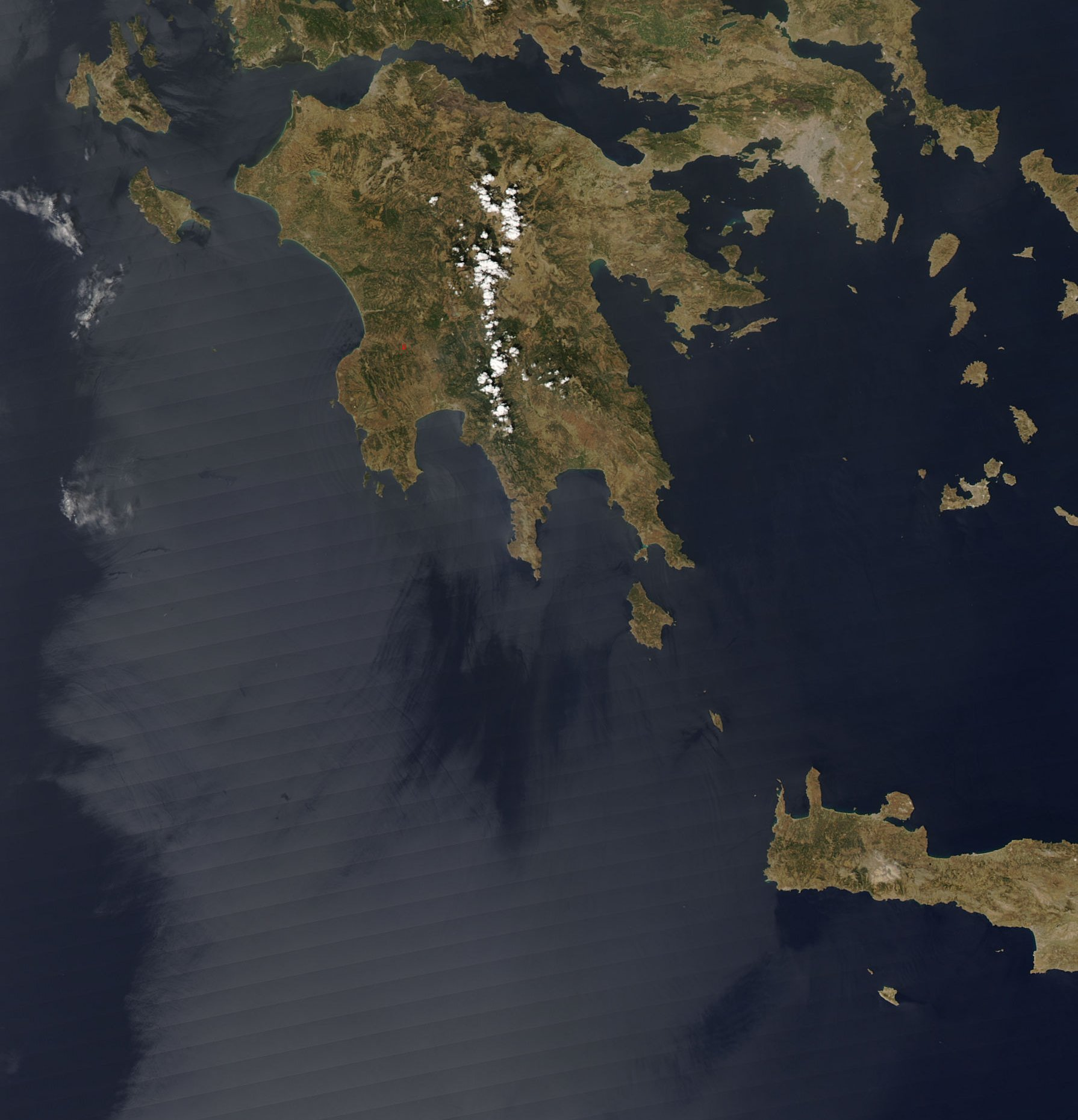
22 augustus
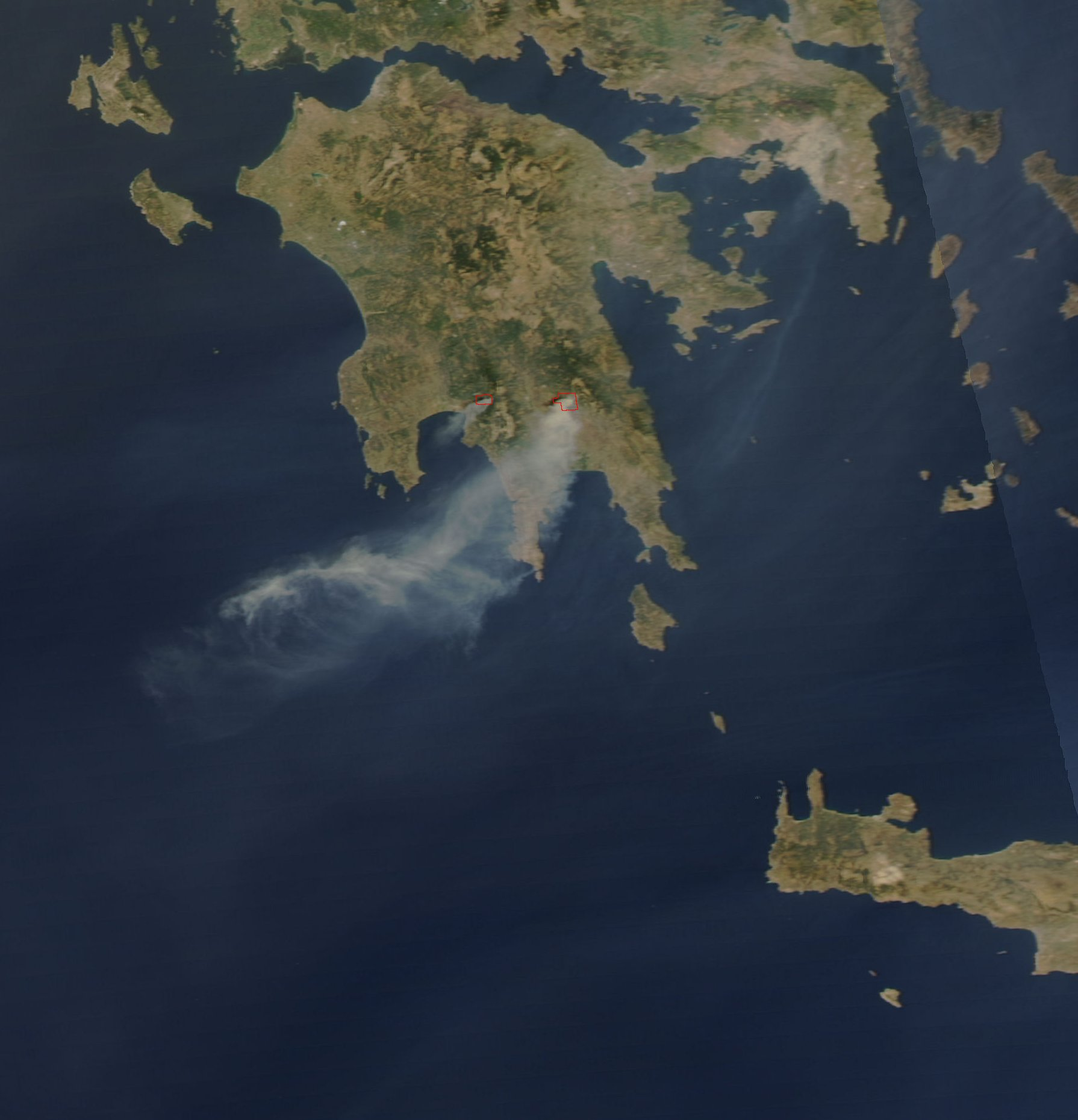
23 augustus
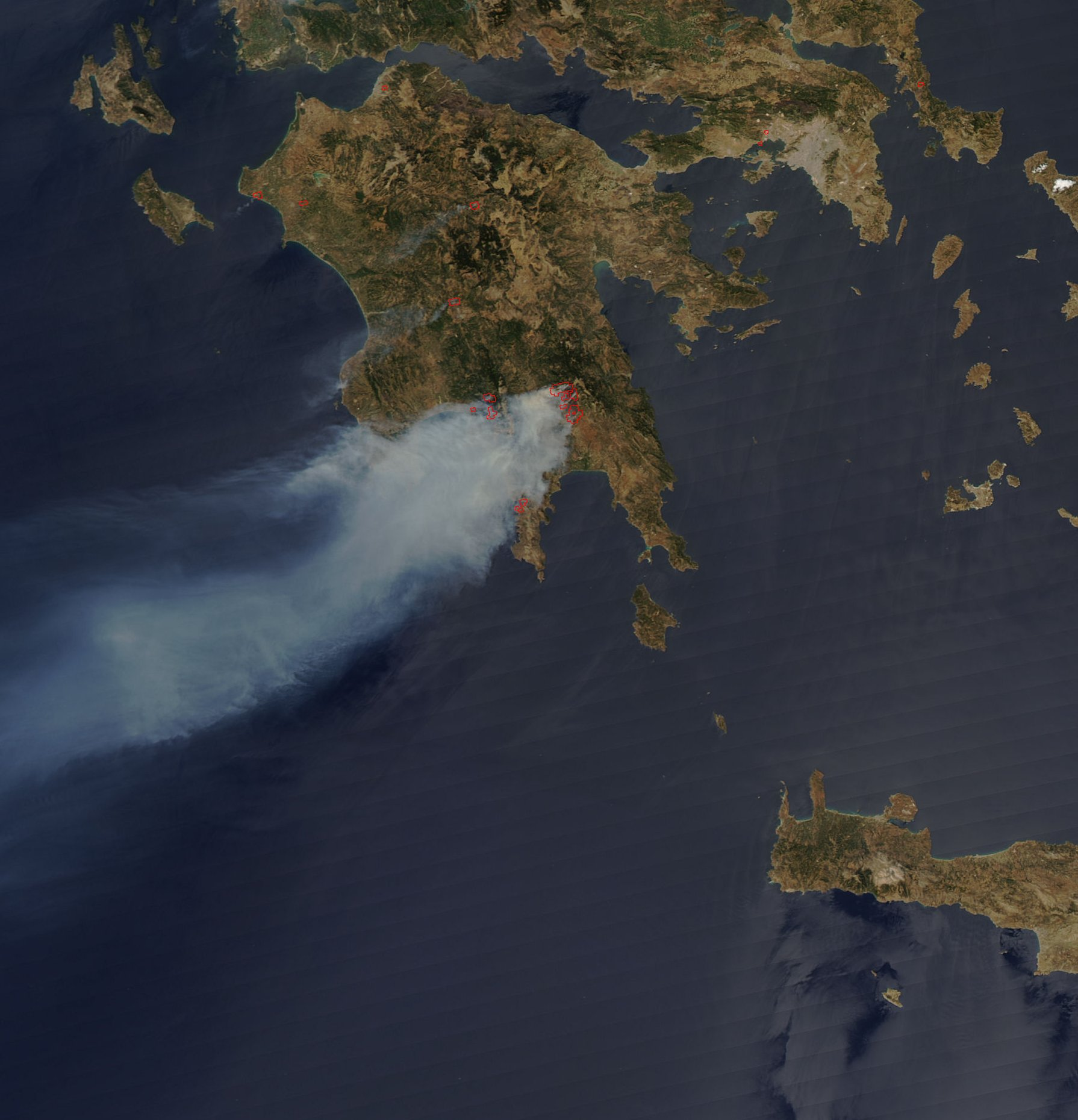
24 augustus
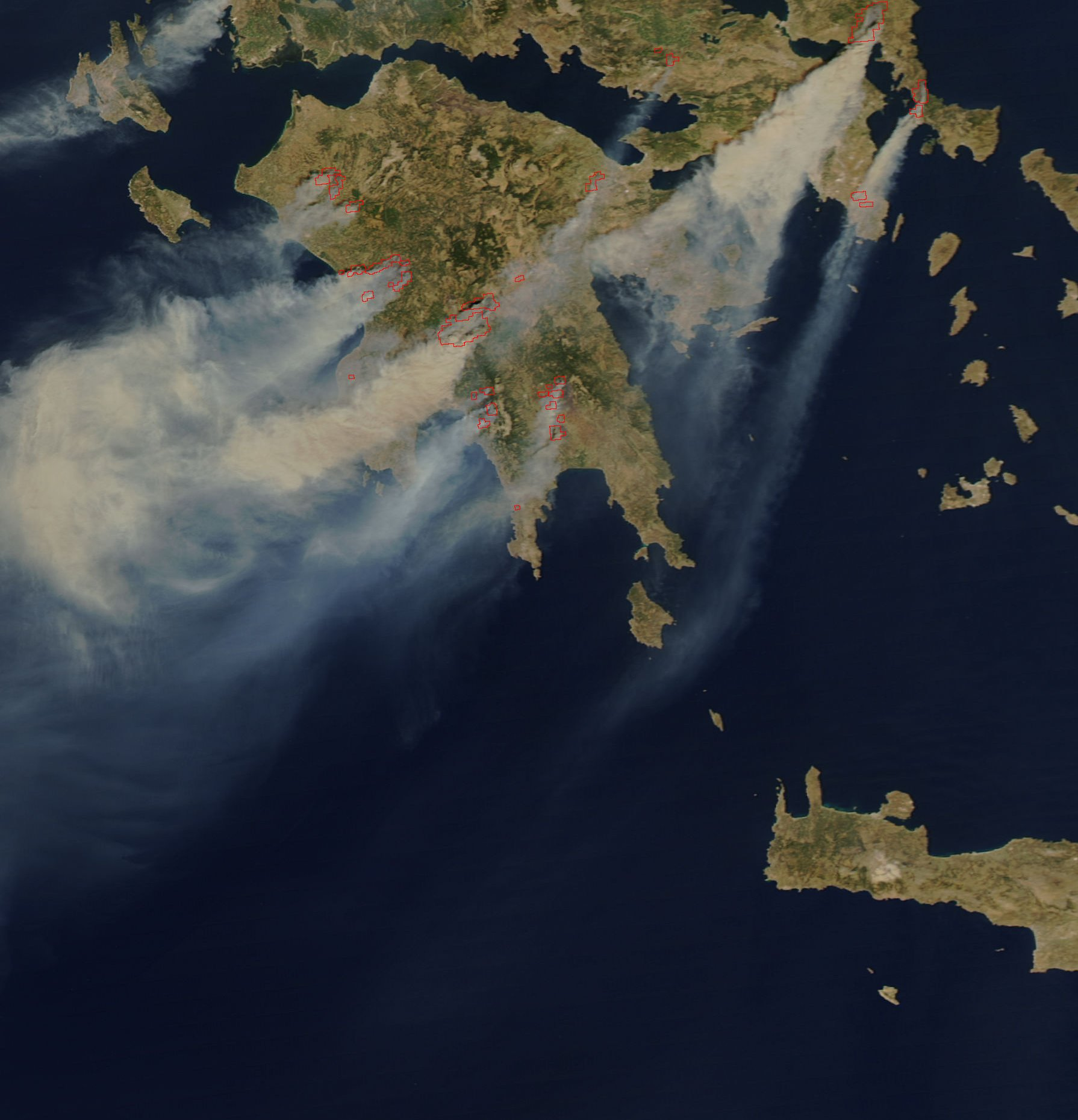
25 augustus
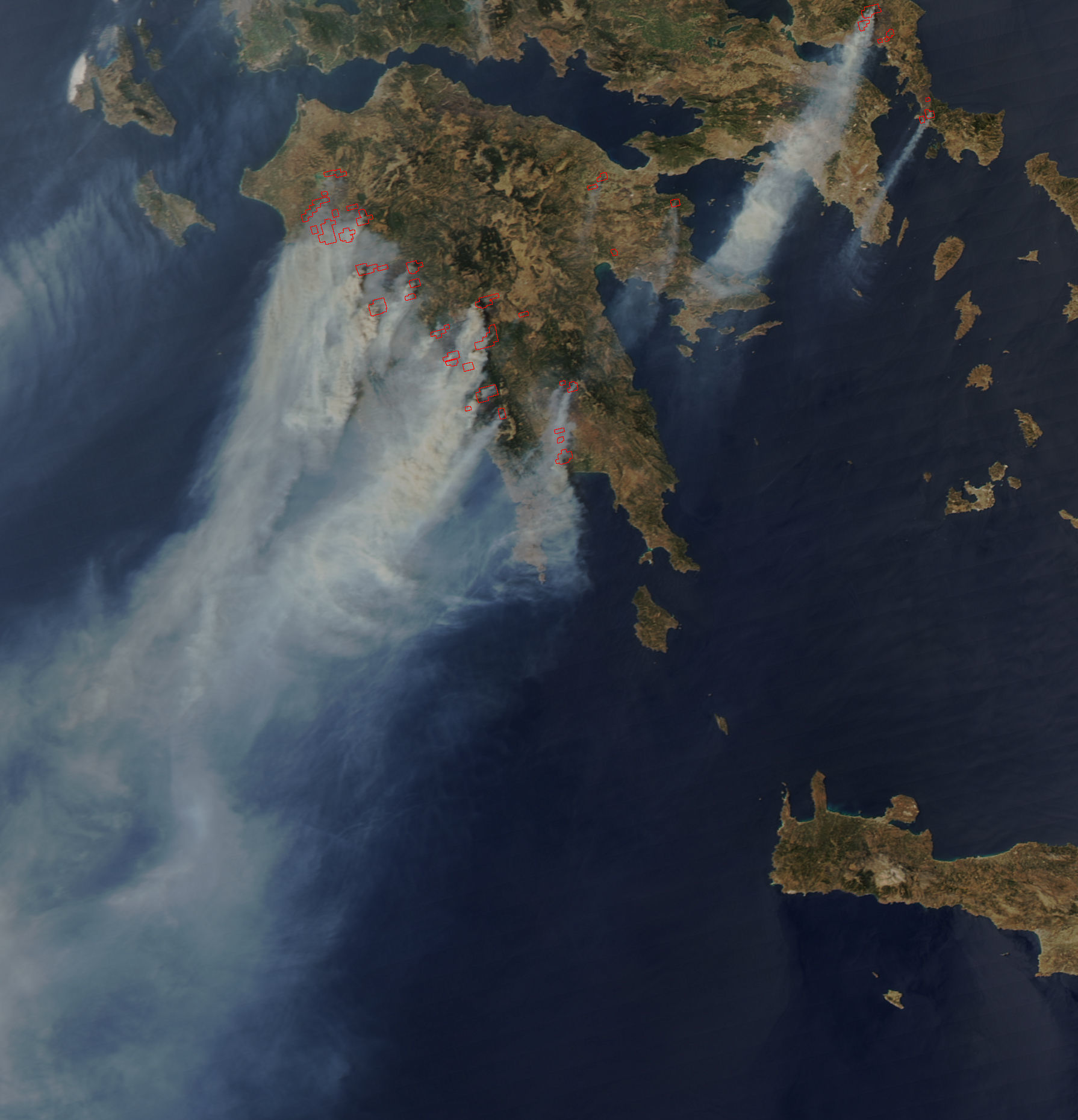
26 augustus